# Федоришин Роман Миронович
Роман Миронович Федоришин (нар. 30 липня 1982, село Рясне-Руське, Львівська область) — український науковець, викладач та фахівець в галузі промислової автоматизації. Доктор технічних наук.

## Освіта
- 2004-2007 — Національний університет «Львівська політехніка», аспірантура з відривом від виробництва. Диплом кандидата технічних наук за спеціальністю «Прилади та методи вимірювання механічних величин».
- 2003-2003 — Національний університет «Львівська політехніка», магістратура. Диплом з відзнакою, магістр з автоматизації та комп’ютерно-інтегрованих технологій.
- 1999-2003 — Національний університет «Львівська політехніка», бакалаврат. Диплом з відзнакою, бакалавр за напрямом «Автоматизація та комп’ютерно-інтегровані технології».

## Професійна діяльність
- 2021—дотепер — Національний університет «Львівська політехніка», кафедра «Автоматизація та комп’ютерно-інтегровані технології», доцент[1]
- 2019—2021 — Національний університет «Львівська політехніка», кафедра «Автоматизація та комп’ютерно-інтегровані технології», докторант
- 2011—2019 — Національний університет «Львівська політехніка», кафедра «Автоматизація та комп’ютерно-інтегровані технології», доцент
- 2007—2011 — Національний університет «Львівська політехніка», кафедра «Автоматизація теплових і хімічних процесів», асистент

## Навчальна робота
Дисципліни, які викладає: «Технічні засоби автоматизації», «Розподілені системи керування виробництвами», «Мікропроцесорна техніка» , «Супервізорні системи керування та збору даних», «Програмування для систем реального часу» та ін.

## Науково-дослідна робота
- Захист дисертації на тему «Імпульсні регулятори нелінійних систем керування в тепловій енергетиці» на здобуття наукового ступеня доктора технічних наук за спеціальністю «Автоматизація процесів керування» (2021 р.).
- Керівник науково-дослідної роботи “Підвищення точності вимірювання витрати та кількості енерговмісних сумішей газів” в межах гранту Президента України для підтримки наукових досліджень молодих учених (2011 р.).
- Керівник науково-дослідної роботи “Встановлення та усунення додаткових похибок вимірювання витрати природного газу на ділянках зі змінними параметрами потоку” в межах гранту Львівської політехніки для молодих учених (2009 р.)
- Керівник науково-дослідної роботи “Підвищення точності обліку природного газу на теплогенеруючих об’єктах” (2014 р.).
- Відповідальний виконавець міжнародного науково-дослідного проекту “Розробка системи автоматизації та оптимізації кульових барабанних млинів”, в межах гранту від Фонду цивільних досліджень та розвитку США (CRDF Global, 2012 р.), програма STEP.
- Відповідальний виконавець науково-дослідної роботи “Підвищення точності систем обліку природного газу з метою його економного споживання”, держбюджетна тема (2015–2016 рр.).
- Відповідальний виконавець науково-дослідної роботи “Обстеження та розроблення рекомендацій для вузла обліку природного газу на вході мережі ДП НДГХП «Сірка»”, в межах госпдоговору з ДП НДГХП «Сірка» (2015 р.).
- Відповідальний виконавець міжнародного науково-дослідного проекту “Обстеження вузлів обліку природного газу в системі «Молдоватрансгаз»” в межах договору з ТзОВ «Молдоватрансгаз» (2011–2012 рр.).
- Відповідальний виконавець науково-дослідної роботи “Дослідження схем імпульсних регуляторів у промислових системах автоматизації” (2016–2017 рр.).
- Виконавець гранту від Українського науково-технологічного центру (УНТЦ) для участі у форумі «OCE Discovery 2011», Торонто, Канада.
- Керівництво науково-дослідною роботою аспірантів і студентів магістерського та бакалаврського рівня підготовки.
- Участь у всеукраїнських та міжнародних конференціях і симпозіумах з доповідями та публікаціями результатів наукової роботи: CMFF 2015 (Будапешт, Угорщина), Flomeko 2013 (Париж, Франція), Sensor 2013 (Нюрнберг, Німеччина), ISFFM 2012 (Колорадо-Спрінгс, США), DAAAM 2011 (Відень, Австрія), Global Entrepolis @ Singapore 2006 (Сінгапур) та ін.
- Захист дисертації на тему «Підвищення точності вимірювання об’єму природного газу за допомогою пристроїв звуження потоку в системах з підігрівом газу» на здобуття наукового ступеня кандидата технічних наук (2007 р.).

## Підвищення кваліфікації
- 2024  – стажування в ПрАТ «Інститут енергоаудиту та обліку енергоносіїв», ознайомлення з особливостями розробки систем автоматизованого проектування засобів вимірювання витрат енергоносіїв.
- 2023  – підвищення кваліфікації в компанії Mitsubishi Electric B.V. (польська філія, м. Краків, Польща), пройдено серію тренінгів з програмування промислових контролерів (PLC), панелей (HMI) та перетворювачів частоти.
- 2019  – стажування в науково-проектному виробничому підприємстві ТзОВ «Техприлад», ознайомлення із новітніми підходами до побудови систем автоматизації технологічних процесів та сучасними методами і засобами обліку плинних енергоносіїв.
- 2015  – підвищення кваліфікації в межах проекту «Англійська мова для університетів» від Британської ради в Україні.
- 2013  – наукове стажування в Університеті міста Айова (Айова-Сіті, США), робота над проектом «Аналіз точності вимірювання витрати і кількості плинних енергоносіїв у змінних температурних умовах роботи систем обліку».
- 2010  – підвищення кваліфікації в межах курсу психолого-педагогічних знань, Національний університет «Львівська політехніка».
- 2009  – підвищення кваліфікації за програмою «Розроблення електронних засобів навчання в середовищі Moodle», Національний університет «Львівська політехніка».

## Професійні обов'язки та функції
- Гарант освітньо-професійної програми «Комп'ютерно-інтегровані системи керування виробництвами» другого (магістерського) рівня вищої освіти за спеціальністю G7 «Автоматизація, комп'ютерно-інтегровані технології та робототехніка» (Національний університет «Львівська політехніка»).
- Член науково-методичної підкомісії G7 «Автоматизація, комп'ютерно-інтегровані технології та робототехніка» комісії з інженерії, виробництва та будівництва (НМК 7) сектору вищої освіти Науково-методичної ради Міністерства освіти і науки України[2]
- Відповідальний секретар англомовного наукового журналу “Energy Engineering and Control Systems” Національного університету "Львівська політехніка"[3]
- Член постійної спеціалізованої вченої ради із захисту кандидатських та докторських дисертацій Д35.052.04  (Національний університет «Львівська політехніка») [4]
- Професор-засновник Міжнародної докторської школи, організованої Дунайсько-Адріатичною асоціацією з автоматизації та виробництва (DAAAM International Vienna) та Університетом Задара (Задар, Хорватія, 2012 р.).
- Голова ради молодих вчених Інституту енергетики та систем керування Національного університету «Львівська політехніка» (2015 – 2017 рр.).

## Нагороди та відзнаки
- 2023 – грамота Національного університету "Львівська політехніка" за значні досягнення у професійній діяльності.
- 2022 – нагрудний знак Національного університету "Львівська політехніка" за значні досягнення в науковій роботі.
- 2019 – подяка Національного університету "Львівська політехніка" за багаторічну сумлінну працю на благо Львівської політехніки.
- 2017 – почесна грамота Львівської обласної державної адміністрації за високий професіоналізм, багаторічну сумлінну працю, вагомий особистий внесок у розвиток освіти та науки.
- 2012 – диплом переможця конкурсу “Кращий молодий науковець року” Національного університету "Львівська політехніка".
- 2011 – іменна премія від компанії Festo для кращих молодих дослідників та науковців за участь у 22-му Всесвітньому симпозіумі “Розумне виробництво та автоматизація” (DAAAM International Vienna).
- 2010 – премія Кабінету Міністрів України за особливі досягнення молоді у розбудові України (у номінації за наукові досягнення).
- 2010 – премія Львівської обласної державної адміністрації та Львівської обласної ради для талановитих молодих учених та спеціалістів.
- 2005 – премія за найкращу презентацію результатів науково-дослідної роботи на ІІІ-ій Міжнародній студентській конференції “Цивілізація. Людина. Майбутнє” (KNS, Вроцлавський політехнічний університет, м. Вроцлав, Польща).
- 2004 – диплом за 1-ше місце на 62-й студентській науково-технічній конференції, секція енергетики та систем керування (Національний університет "Львівська політехніка").
- 2003 – сертифікат переможця у конкурсі на здобуття іменної стипендії від ВАТ “Львівська пивоварня” для кращих студентів Національного університету "Львівська політехніка".
- 2001 – диплом за 1-ше місце у І-му етапі всеукраїнської студентської олімпіади з навчальної дисципліни “Теоретична механіка” (Національний університет "Львівська політехніка").

## Публікації
Автор та співавтор 109 наукових праць, з яких 17 публікацій у виданнях, включених у міжнародні наукометричні бази даних (Scopus, Web of Science, ICI Journals Master List), 20 наукових статей у фахових виданнях України, 20 публікацій у закордонних виданнях, 52 тез всеукраїнських та міжнародних науково-технічних конференцій. Співавтор 2 навчальних посібників, 14 навчально-методичних розробок, 2 патентів України корисну модель та 4 нормативних документів.
Вибрані наукові публікації:
- R. Fedoryshyn, V. Lymych, V. Zagraj, O. Masniak. Technique for defining the optimal parameters of moving window at vibration accelerometer signal processing. Energy Engineering and Control Systems. 2024. Vol. 10. No. 2. Pp. 142–152. https://doi.org/10.23939/jeecs2024.02.142
- N. Kurylko, R. Fedoryshyn. Modern strategies for controlling wind power plants: technologies, challenges and prospects. Energy Engineering and Control Systems. 2024. Vol. 10. No. 1. Pp. 56-63. https://doi.org/10.23939/jeecs2024.01.056
- Пістун Є.П., Федоришин Р.М., Николин Г.А., Заграй В.С. Побудова математичної моделі кульового барабанного млина із застосуванням отриманих експериментальних даних // Автоматизація виробничих процесів у машинобудуванні та приладобудуванні : український міжвідомчий науково-технічний збірник. 2019. Вип. 53. С. 44–55.
- I. Kostyk, F. Matiko, R. Fedoryshyn. Effect of flow pulsations on the accuracy of differential pressure flowmeters. Challenges of Modern Technology. Vol. 8. No. 1. 2017. Pp. 23-31.
- R. Fedoryshyn, S. Klos, V. Savytskyi, S. Kril. Improvement of pulse-width modulation algorithm for thermal plant control. Energy Engineering and Control Systems. 2017. Vol. 3. No. 2. Pp. 63-72. https://doi.org/10.23939/jeecs2017.02.063
- Pistun, Y., Lesovoy, L., Matiko, F. and Fedoryshyn, R. (2014) Computer aided design of differential pressure flow meters. World Journal of Engineering and Technology, 2, 68-77. https://doi.org/10.4236/wjet.2014.22009
- Р.М. Федоришин, Є.П. Пістун, В.К. Савицький. Підвищення точності обліку природного газу за імпульсних режимів роботи витратомірних вузлів на теплогенеруючих об’єктах // Вісник Національного університету “Львівська політехніка”: Теплоенергетика. Інженерія довкілля. Автоматизація. 2014. № 795. С. 62-66.
- Pistun Ye.P., Zahray V.S., Nykolyn H.A. and Fedoryshyn R.M. Optimization of ball mill performance for coal grinding  // Wybrane zagadnienia gospodarki remontowej energetyki, Pod red. S. Zatora i M. Tomaszewskiego (Politechnika Opolska), 2012, ISBN “Nowa Energia” 978-83-928582-8-7. 2012. Ss. 145-153.
- Ф. Матіко, В. Роман, Р. Федоришин. Порівняльний аналіз методів визначення швидкості звуку // Міжвідомчий науково-технічний збірник “Вимірювальна техніка та метрологія”, випуск 73, Видавництво Львівської політехніки. 2012. С. 56-62.
- Pistun Y., Zagraj V., Nykolyn H., Fedoryshyn R. (2012). Automation and optimization of coal grinding by means of ball mills, Chapter 08 in DAAAM International Scientific Book 2012, pp. 087-094, B. Katalinic (Ed.), Published by DAAAM International, ISBN 978-3-901509-86-5, ISSN 1726-9687, Vienna, Austria. pp. 087-094
- Є. Пістун, Ф. Матіко, Р. Федоришин. Вплив теплообмінних процесів на точність вимірювання об’єму природного газу // Науково-виробничий журнал “Метрологія та прилади” Харківського національного університету радіоелектроніки. № 4(24). 2010. С. 13-19.
- Матіко Ф.Д., Федоришин Р.М. Проектування теплоізоляції вузлів обліку природного газу з метою усунення додаткових похибок вимірювання витрати // Вісник Національного університету “Львівська політехніка”: Автоматика, вимірювання та керування. 2009. №639. С. 152-158.
- Лесовой Л.В., Федоришин Р.М. Вимірювання витрати сухої частини вологого природного газу методом змінного перепаду тиску // Науково-технічний журнал “Методи та прилади контролю якості” Івано-Франківського національного технічного університету нафти і газу. 2006. №16. С. 47-50.
- Roman Fedoryshyn, Yevhen Pistun, Fedir Matiko. Effect of flow temperature measurement error on the accuracy of natural gas metering // Proc. of XVI Forum of Power Engineers GRE 2018, Opole Univ. of Techn., June 25-26, 2018. Szczyrk (Poland), ISSN 1899-0886, Nowa Energia, 2(62), p. 91.
- Klos, S[viatoslav]; Fedoryshyn, R[oman]; Savytskyi, V[olodymyr]; Pistun, Y[evhen] & Matiko, F[edir] (2017). Classification of Automatic Controllers Diagrams, Proceedings of the 28th DAAAM International Symposium, pp.0967-0973, B. Katalinic (Ed.), Published by DAAAM International, ISBN 978-3-902734-11-2, ISSN 1726-9679, Vienna, Austria. DOI: 10.2507/28th.daaam.proceedings.134
- R. Fedoryshyn, Y. Pistun, F. Matiko, V. Roman. Improvement of Mathematical Model of Ultrasonic Flowmeter for Studying Its Errors in Disturbed Flows // Proceedings of Conference on Modelling Fluid Flow (CMFF’15), Budapest, Hungary, September 01-04, 2015, pp.1-7
- Sergiy Kril, Roman Fedoryshyn, Oleksandr Kril, Yevhen Pistun. Investigation of Functional Diagrams of Step PID Controllers for Electric Actuators // Procedia Engineering. Vol. 100. 2015. Pp. 1338-1347. doi: 10.1016/j.proeng.2015.01.549
- Y. Pistun, F. Matiko and R. Fedoryshyn. Improvement of accuracy of natural gas metering by means of household gas meters // Proceedings of 16th International Flow Measurement Conference “FLOMEKO 2013”, Paris, France – 24-26.09.2013, p. 306-310.
- Y. Pistun, L. Lesovoy and R. Fedoryshyn. New CAD system for designing the pressure differential flowmeters // Papers of The 16th International Conference on Sensors and Measurement Technology “SENSOR 2013”. Nuremberg, Germany. 2013. P. 700-705.
- Ye. Pistun, F. Matiko and R. Fedoryshyn. Additional Error of Flow Temperature Measurement and Its Influence on the Accuracy of Fluid Flowrate and Volume Measurement // Proceedings of 8th International Symposium on Fluid Flow Measurement, June 20-22, 2012, CDROM version, pp.1-18, Colorado Springs, Colorado, USA

Патенти:
- Матіко Ф.Д., Пістун О.І., Федоришин Р.М. “Спосіб вимірювання об’єму газу, зведеного до стандартних умов”, патент України на корисну модель № 134376 від 10.05.2019 р., бюл. № 9, 2019.
- Пістун Є.П., Матіко Ф.Д., Федоришин Р.М., Мінін С.В. “Спосіб калібрування побутових лічильників газу”, патент України на корисну модель № 95014 від 10.12.2014 р., бюл. № 23, 2014.

Нормативні документи:
- ДСТУ EN ISO 6976 (EN ISO 6976:2016, IDT; ISO 6976:2016, IDT). Природний газ. Обчислювання теплоти згоряння, густини, відносної густини і числа Воббе на основі компонентного складу. [Чинний від 01.10.2021] – К.: ДП «УкрНДНЦ», 2021. – 50 с.
- МВ 002–39–2021. Вимірювання витрати та кількості природного газу із застосуванням стандартних звужувальних пристроїв. Витратоміри з розширеними діапазонами геометричних розмірів вимірювальних трубопроводів і стандартних діафрагм. Інструкція, метрологія. Затверджено та надано чинності наказом ДП «Укрметртестстандарт» від 10.12.2021 р. № 175. Київ, 2021. – 21 с.
- ДСТУ EN 12480:2019 (EN 12480:2018, IDT). Лічильники газу. Роторні лічильники газу. [Чинний від 01.05.2022] – К.: ДП «УкрНДНЦ», 2021. – 56 с.
- СОУ 49.5-30019801-143:2019. Метрологія. Вимірювання витрати та кількості природного газу із застосуванням стандартних звужувальних пристроїв. Витратоміри з розширеними діапазонами геометричних розмірів вимірювальних трубопроводів і діафрагм / Є. Пістун, Ф. Матіко, Л. Лесовой, Р. Федоришин та ін. [Чинний від 01.01.2019] – К.: АТ «Укртрансгаз», 2019. – 27 с.

## Різне
- Інженер відділу розробки вбудованих систем керування (2019 – 2021 рр.), інженер відділу роботи з даними (2021-2024 рр.) ТзОВ «Лемберг Солушинс Лімітед».
- Науковий співробітник ПрАТ «Інститут енергоаудиту та обліку енергоносіїв» (2005-2016 рр.).
- Заступник голови студентської організації «Просвіта» при Національному університеті "Львівська політехніка" (2000-2002 рр.).
- Музична освіта: хорова школа «Дударик» (1989-1996 рр.).
- Співак хорової капели «Дударик» (1989-2004 рр.).
- Учасник вокального камерного ансамблю «Аколада» народного дому «Просвіта» при Національному університеті "Львівська політехніка" (2001 – дотепер).